# Ylinen Hietajärvi
Ylinen Hietajärvi är en sjö i kommunen Ilomants i landskapet Norra Karelen i Finland. Arean är 44 hektar och strandlinjen är 4,55 kilometer lång. Sjön  ingår i Vuoksens huvudavrinningsområde.   Den ligger omkring 94 kilometer nordöst om Joensuu och omkring 470 kilometer nordöst om Helsingfors. 
Ylinen Hietajärvi ligger norr om Alinen Hietajärvi. 